# Quelpartoniscus tsushimaensis
Quelpartoniscus tsushimaensis är en kräftdjursart som först beskrevs av Nunomura1990.  Quelpartoniscus tsushimaensis ingår i släktet Quelpartoniscus och familjen Scyphacidae. Inga underarter finns listade i Catalogue of Life.